# Zwangsausschüttung
Eine Zwangsausschüttung ist die Ausschüttung von Gewinnen bei Lotterien, wenn nach einer bestimmten Anzahl von Ziehungen oder dem Überschreiten einer bestimmten Jackpot-Höhe kein Gewinner in der höchsten Gewinnklasse ermittelt werden konnte. Der Jackpot wird dann in der höchsten Gewinnklasse, in der es mindestens einen Gewinner gibt, ausgeschüttet. Zwangsausschüttungen sind nur bei einem Teil der weltweit veranstalteten Lotterien vorgesehen, zum Beispiel beim deutschen Lotto 6 aus 49 bis Oktober 2023. Bei anderen kann der Jackpot theoretisch endlos steigen oder wird durch eine geregelte Ausschüttung des überschüssigen Betrags in eine niedrigere Gewinnklasse begrenzt.

## Trivia
Zu einer Zwangsausschüttung kam es im deutschen Lotto erstmals am 14. Mai 2016. Die Gewinner aus der Gewinnklasse 2 (6 Richtige ohne Superzahl) erhielten den in den vorangegangenen zwölf Ziehungen und der aktuellen 13. Veranstaltung ohne Gewinner in der ersten Gewinnklasse angesammelten Auszahlungsbetrag.
Die zweite Zwangsausschüttung erfolgte im selben Jahr am 14. September 2016 bei der Mittwochsziehung.
Die letzte Zwangsausschüttung im deutschen Lotto fand am 30. September 2023 statt. Durch eine Regeländerung im November 2023 ist eine Zwangsausschüttung im deutschen Lotto nicht mehr vorgesehen.